# 桜湯園
桜湯園（おうとうえん）は、日本シルバーサービス株式会社が展開していた有料老人ホームである。

## 解説
創設は1983年（昭和58年）で、老人ホーム業界では老舗の企業である。首都圏（東京都・神奈川県）を中心に30以上の有料老人ホームを展開していたが、2006年（平成18年）に株式会社コムスンの子会社となり、2007年（平成19年）に株式会社ニチイ学館が株式会社コムスンの事業を承継したことによりニチイグループの一員となった。
2010年（平成22年）1月1日をもって、ニチイケアパレスが運営する同事業ブランドの「ニチイホーム」に名称統合された。

## 事業所
- 修善寺ほか